# モビーダ・ホールディングス
MOVIDA HOLDINGS株式会社 (モビーダ・ホールディングス）は、オンラインゲーム運営や携帯電話・パソコン向けダウンロードコンテンツの作成、ソリューション事業を行っている複数の企業を傘下とする持株会社。

## 概要
2002年12月9日にソフトバンクグループ傘下のソフトバンクBB株式会社とアジアングルーヴ株式会社との共同出資によりコンテンツ配信にかかわるインターネットインフラ事業を目的としてビー・ビー・サーブ株式会社を設立。2003年7月、ゲームポータルサイト「BB Games」を開設。2004年7月、ソフトバンクパブリッシング株式会社からPC・オンラインゲーム専門情報サイト「4Gamer.net」の運営を譲受。同年、株式会社ビジュアルアーツと提携して、「キネティックノベル」を配信。
2005年12月に持株会社制に移行して、MOVIDA HOLDINGS株式会社に社名を変更。

## グループ企業
MOVIDA ENTERTAINMENT株式会社
2005年11月1日設立。オンラインコンテンツ事業。2006年4月に月刊少年ブラッドの編集・発行（発売はソフトバンク クリエイティブ（現：SBクリエイティブ））しコミック事業を開始。2006年10月にコミック事業を株式会社フレックスコミックスを分社化。2007年以降にソフトバンク・ペイメント・サービス（現：SBペイメントサービス）やクリエイティヴ・リンクに事業を譲渡している。
MOVIDA INVESTMENT株式会社
2005年10月4日設立。投資ファンド企画・運営事業。
MOVIDA MANAGEMENT株式会社
2005年11月1日設立。インキュベーション・バックオフィス事業。
MOVIDA LABORATORIES株式会社
2005年11月1日設立。リサーチ＆ディベロップメント事業。
MOVIDA TECHNOLOGIES株式会社
2005年設立。システム開発・運用受託事業。
MOVIDA SOLUTIONS株式会社（現M-SOLUTIONS株式会社）
ソフトバンク･テクノロジー株式会社との合弁会社。システムソリューション事業。
MOVIDA GAMES株式会社
オンラインゲーム運営事業。
ELEVEN-UP株式会社
オンラインゲーム運営事業。ベクターの子会社GAMESPACE24とCJインターネットジャパンに事業を譲渡。
デジタルカタパルト株式会社
共同印刷株式会社との合弁会社。電子書籍の制作・流通・販売。電子書籍ストア「ソク読み」の運営。

## かつてのグループ企業
株式会社フレックスコミックス
2006年10月2日設立。コミック事業。2012年8月にガイアホールディングス株式会社が子会社化し、グループ離脱。
Aetas株式会社
ゲームポータルサイト4Gamer.netの運営事業。2012年11月21日に株式会社デジタツハーツが買収、完全子会社化しグループ離脱。